# 2 Mixes on a 12" for Cash
2 Mixes on a 12" for Cash è un EP del musicista Richard D. James pubblicato nel 2003 dalla Beat Records con lo pseudonimo Aphex Twin. È un promo dell'album 26 Mixes for Cash, stampato in mille copie nel formato vinile 12 pollici vendute esclusivamente sul mercato giapponese

## Tracce
Lato A
1. Windowlicker (Acid Edit) - 4:15

Lato B
1. SAW2 CD1 TRK2 (Original Mix) - 6:30

La traccia SAW2 CD1 TRK2, trasmessa per la prima volta nel 1995 nel programma radiofonico di John Peel della BBC, è probabilmente la versione originale del brano Radiator presente nel doppio album Selected Ambient Works Volume II.